# Vallée-de-Ronsard
Vallée-de-Ronsard ist eine französische Gemeinde mit 527 Einwohnern (Stand: 1. Januar 2022) im Département Loir-et-Cher in der Region Centre-Val de Loire.  Sie gehört zum Kanton Montoire-sur-le-Loir und zum Arrondissement Vendôme.
Sie entstand als Commune nouvelle mit Wirkung vom 1. Januar 2019 durch die Zusammenlegung der bisherigen Gemeinden Couture-sur-Loir und Tréhet, die in der neuen Gemeinde den Status einer Commune déléguée haben. Der Verwaltungssitz befindet sich im Ort Couture-sur-Loir.

## Gliederung
| Ortsteil                           | ehemaliger INSEE-Code | Fläche (km²) | Einwohnerzahl zum 1. Januar 2022 |
| ---------------------------------- | --------------------- | ------------ | -------------------------------- |
| Couture-sur-Loir (Verwaltungssitz) | 41070                 | 14,30        | 432                              |
| Tréhet                             | 41263                 | 05,65        | 95                               |

## Geographie
Die Gemeinde liegt rund 30 Kilometer westlich von Vendôme an der Grenze zum benachbarten Département Sarthe. Die nordwestliche Gemeindegrenze wird durch den Fluss Loir gebildet, in welchen hier vom gegenüber liegenden Flussufer der Nebenfluss Braye einmündet.
Nachbargemeinden sind Loir en Vallée im Norden, Sougé im Nordosten, Artins im Osten, Les Essarts und Montrouveau im Südosten und Villedieu-le-Château im Süden, sowie La Chartre-sur-le-Loir im Westen.